# قارچ اسبی
قارچ اسبی (نام علمی: Tricholoma equestre) نام یک گونه از سرده قارچ کرکی‌لبه است.